# Katrina and the Waves

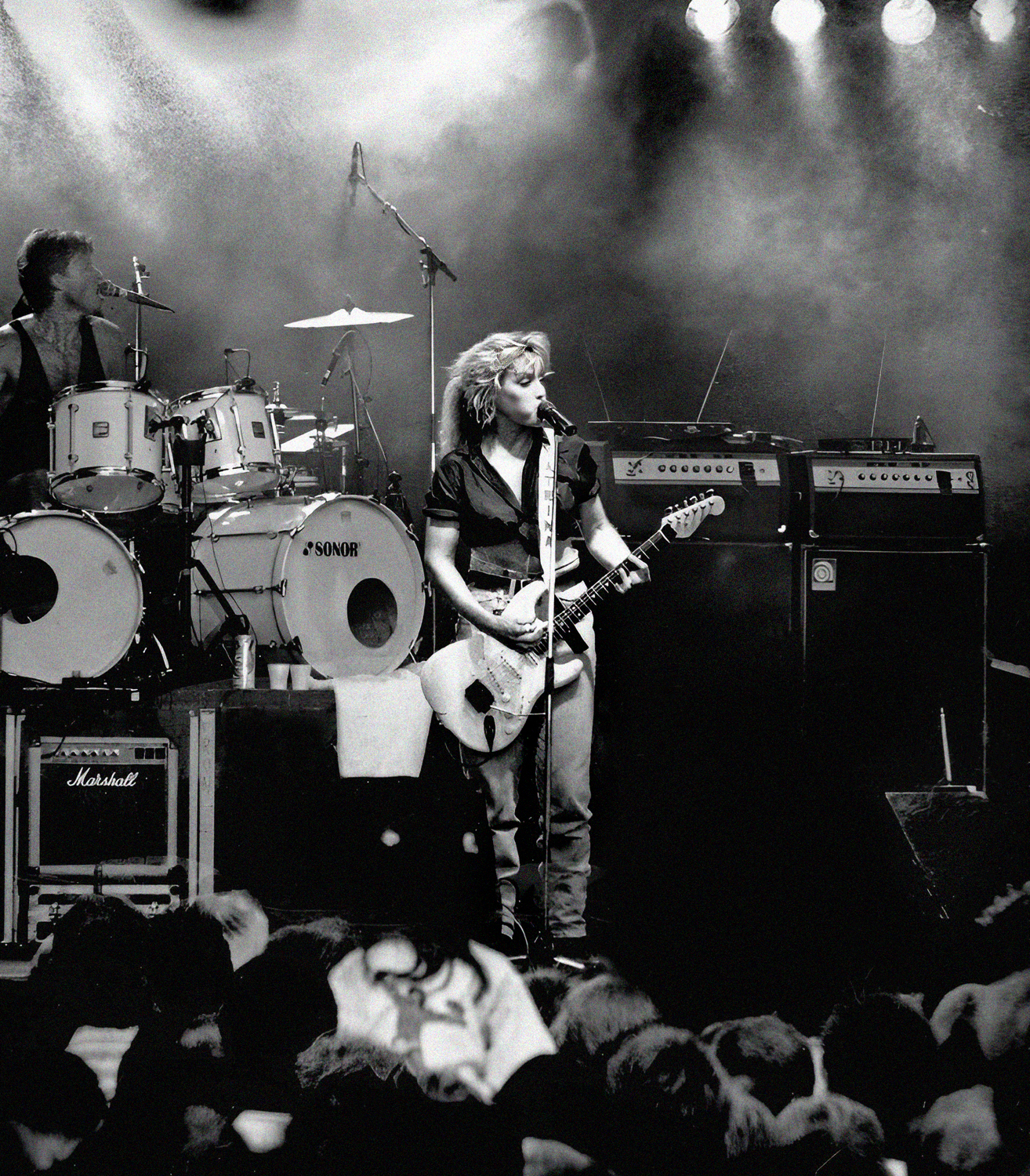
Katrina and the Waves (1988)

Katrina and the Waves war eine britisch-US-amerikanische Band der 1980er-Jahre, die insbesondere durch ihren Hit Walking on Sunshine und den Sieg beim Eurovision Song Contest 1997 bekannt wurde.

## Geschichte
Die Band wurde im Jahre 1981 in Cambridge gegründet und von der US-amerikanischen Sängerin Katrina Leskanich bis zu ihrem Austritt 1998 geführt. Der Lead-Gitarrist und hauptsächliche Songwriter war der Brite Kimberley Rew, der früher bei den Soft Boys gespielt hatte.
Der große Durchbruch gelang ihnen im Frühjahr 1985 mit dem Song Walking on Sunshine, der weltweit zum Hit wurde und noch heute in vielen Ländern als „Sommerhit“ populär ist. Als Folge dieses Hits wurde die Gruppe sogar für den Grammy als „Best New Artist“ nominiert. Später gelangen insbesondere im Vereinigten Königreich etliche weitere, kleinere Hits.
Am 3. Mai 1997 gewannen sie für das Vereinigte Königreich den Eurovision Song Contest mit dem Titel Love Shine a Light.
Jahre nach der Trennung gründete Katrina Leskanich in der Hoffnung, an ihren Erfolg beim Song Contest anknüpfen zu können, eine neue Band – jedoch für ein anderes Land: 2005 nahmen sie am Melodifestivalen, dem schwedischen Vorentscheid, teil. Ursprünglich nannten sie sich Katrina and the New Wave, doch der Unmut der früheren Bandmitglieder führte zu einem abrupten Namenswechsel. Als Katrina and the Nameless erreichten sie mit dem von Thomas G:son geschriebenen Lied As if tomorrow will never come den dritten Platz im vierten Halbfinale und qualifizierten sich damit nicht für das Finale, aber für die „Zweite-Chance“-Runde, in der sie auf dem sechsten Platz landeten und damit nicht das Finale erreichten.

## Diskografie

### Studioalben
| Jahr | Titel                   | Höchstplatzierung, Gesamtwochen, AuszeichnungChartplatzierungen (Jahr, Titel, Platzierungen, Wochen, Auszeichnungen, Anmerkungen) | Höchstplatzierung, Gesamtwochen, AuszeichnungChartplatzierungen (Jahr, Titel, Platzierungen, Wochen, Auszeichnungen, Anmerkungen) | Höchstplatzierung, Gesamtwochen, AuszeichnungChartplatzierungen (Jahr, Titel, Platzierungen, Wochen, Auszeichnungen, Anmerkungen) | Höchstplatzierung, Gesamtwochen, AuszeichnungChartplatzierungen (Jahr, Titel, Platzierungen, Wochen, Auszeichnungen, Anmerkungen) | Anmerkungen                            |
| Jahr | Titel                   | DE | AT | UK | US | Anmerkungen                            |
| ---- | ----------------------- | --- | --- | --- | --- | -------------------------------------- |
| 1983 | Shock Horror            | — | — | — | — | Erstveröffentlichung: 1983             |
| 1983 | Walking on Sunshine     | — | — | — | — | Erstveröffentlichung: 1. Dezember 1983 |
| 1984 | Katrina and the Waves 2 | — | — | — | — | Erstveröffentlichung: 1984             |
| 1985 | Katrina and the Waves   | DE46 (10 Wo.)DE | — | UK28 (6 Wo.)UK | US25 (48 Wo.)US | Erstveröffentlichung: 22. März 1985    |
| 1986 | Waves                   | — | — | UK70 (1 Wo.)UK | — | Erstveröffentlichung: 1986             |
| 1989 | Break of Hearts         | — | — | — | US122 (8 Wo.)US | Erstveröffentlichung: 26. Juli 1989    |
| 1991 | Pet the Tiger           | — | — | — | — | Erstveröffentlichung: 1991             |
| 1993 | Edge of the Land        | — | — | — | — | Erstveröffentlichung: 1993             |
| 1994 | Turnaround              | — | — | — | — | Erstveröffentlichung: 1994             |
| 1997 | Walk on Water           | — | AT47 (3 Wo.)AT | — | — | Erstveröffentlichung: Juli 1997        |

### Kompilationen
- 1997: Walking on Sunshine: The Greatest Hits
- 2000: The Original Recordings 1983–1984

### Singles
| Jahr | Titel Album                                | Höchstplatzierung, Gesamtwochen, AuszeichnungChartplatzierungen (Jahr, Titel, Album, Platzierungen, Wochen, Auszeichnungen, Anmerkungen) | Höchstplatzierung, Gesamtwochen, AuszeichnungChartplatzierungen (Jahr, Titel, Album, Platzierungen, Wochen, Auszeichnungen, Anmerkungen) | Höchstplatzierung, Gesamtwochen, AuszeichnungChartplatzierungen (Jahr, Titel, Album, Platzierungen, Wochen, Auszeichnungen, Anmerkungen) | Höchstplatzierung, Gesamtwochen, AuszeichnungChartplatzierungen (Jahr, Titel, Album, Platzierungen, Wochen, Auszeichnungen, Anmerkungen) | Höchstplatzierung, Gesamtwochen, AuszeichnungChartplatzierungen (Jahr, Titel, Album, Platzierungen, Wochen, Auszeichnungen, Anmerkungen) | Anmerkungen                             |
| Jahr | Titel Album                                | DE | AT | CH | UK | US | Anmerkungen                             |
| ---- | ------------------------------------------ | --- | --- | --- | --- | --- | --------------------------------------- |
| 1983 | Que te Quiero Katrina and the Waves        | — | — | — | UK84 (3 Wo.)UK | US71 (6 Wo.)US | Erstveröffentlichung: 27. November 1983 |
| 1985 | Walking on Sunshine Katrina and the Waves  | DE28 (14 Wo.)DE | — | CH14 (7 Wo.)CH | UK8 ×2Doppelplatin · (13 Wo.)UK | US9 (21 Wo.)US | Erstveröffentlichung: 31. März 1985     |
| 1985 | Red Wine and Whiskey Katrina and the Waves | DE41 (7 Wo.)DE | — | — | — | — | Erstveröffentlichung: 10. Juni 1985     |
| 1985 | Do You Want Crying? Katrina and the Waves  | — | — | — | UK96 (2 Wo.)UK | US37 (10 Wo.)US | Erstveröffentlichung: 31. Juli 1985     |
| 1986 | Is That It? Waves                          | — | — | — | UK82 (2 Wo.)UK | US70 (8 Wo.)US | Erstveröffentlichung: März 1986         |
| 1986 | Sun Street Waves                           | — | — | — | UK22 (9 Wo.)UK | — | Erstveröffentlichung: 1986              |
| 1989 | That’s the Way Break of Hearts             | — | — | — | UK84 (3 Wo.)UK | US16 (12 Wo.)US | Erstveröffentlichung: 1989              |
| 1989 | Rock ’n Roll Girl Break of Hearts          | — | — | — | UK93 (2 Wo.)UK | — | Erstveröffentlichung: 1989              |
| 1993 | Honey Lamb Edge of the Land                | DE59 (10 Wo.)DE | — | — | — | — | Erstveröffentlichung: 1993              |
| 1997 | Love Shine a Light Walk on Water           | DE62 (9 Wo.)DE | AT2 (13 Wo.)AT | CH26 (12 Wo.)CH | UK3 Silber · (16 Wo.)UK | — | Erstveröffentlichung: 28. April 1997    |

Weitere Singles
- 1982: The Nightmare
- 1982: Brown Eyed Son
- 1984: Plastic Man
- 1984: Mexico
- 1986: Tears for Me
- 1986: Lovely Lindsey
- 1991: Pet the Tiger
- 1991: Tears of a Woman
- 1993: I’m in Deep
- 1993: Angel Eyes

## Auszeichnungen für Musikverkäufe
| Goldene Schallplatte - Kanada - 1985: für die Single Walking on Sunshine - 1986: für das Album Waves - Norwegen - 1997: für die Single Love Shine a Light - Portugal - 2022: für die Single Walking on Sunshine - Schweden - 1986: für das Album Katrina and the Waves | Platin-Schallplatte - Dänemark - 2022: für die Single Walking on Sunshine - Italien - 2024: für die Single Walking on Sunshine - Kanada - 1985: für das Album Katrina and the Waves 4× Platin-Schallplatte - Neuseeland - 2025: für die Single Walking on Sunshine |

Anmerkung: Auszeichnungen in Ländern aus den Charttabellen bzw. Chartboxen sind in ebendiesen zu finden.
| Land/RegionAuszeichnungen für Musikverkäufe (Land/Region, Auszeichnungen, Verkäufe, Quellen) | Silber  | Gold     | Platin     | Verkäufe  | Quellen               |
| -------------------------------------------------------------------------------------------- | ------- | -------- | ---------- | --------- | --------------------- |
| Dänemark (IFPI)                                                                              | —       | —        | Platin1    | 90.000    | ifpi.dk               |
| Italien (FIMI)                                                                               | —       | —        | Platin1    | 100.000   | fimi.it               |
| Kanada (MC)                                                                                  | —       | 2× Gold2 | Platin1    | 200.000   | musiccanada.com       |
| Neuseeland (RMNZ)                                                                            | —       | —        | 4× Platin4 | 120.000   | radioscope.co.nz      |
| Norwegen (IFPI)                                                                              | —       | Gold1    | —          | 10.000    | ifpi.no               |
| Portugal (AFP)                                                                               | —       | Gold1    | —          | 5.000     | Einzelnachweise       |
| Schweden (IFPI)                                                                              | —       | Gold1    | —          | 60.000    | worldradiohistory.com |
| Vereinigtes Königreich (BPI)                                                                 | Silber1 | —        | 2× Platin2 | 1.400.000 | bpi.co.uk             |
| Insgesamt                                                                                    | Silber1 | 5× Gold5 | 9× Platin9 |           |                       |